# Gimle
Gimle (norröna Gimlé) är i nordisk mytologi de sälla människornas boning efter Ragnarök. Det är en sal med guldtak i Asgård dit de rättrådiga kommer efter döden. Gimle är "det hus som är skönast av alla".

## Källtexterna

### Vǫluspá, strof 64
Huvudkällan är strof 64 i Völvans spådom (Vǫluspá). Völvan – som här talar om sig själv i tredje person – ger följande förutsägelse om tiden efter den stora världsbranden:
| En sal ser hon fagrare än solen stånda, täckt med guld, på Gimle. Där skola hövdingtrogna härskaror bo och i allan tid äga hugnad. | Sal sér hón standa sólu fegra, gulli þakðan á Gimléi; þar skolo dyggvar dróttir byggia ok um aldrdaga ynðis nióta. |  |

### Gylfaginning
Med utgångspunkt i Vǫluspá, strof 64, ger Snorre Sturlasson följande textutläggning i Gylfaginning, kapitel 17:
I himlens södra ände finns en sal som är den skönaste av alla och lyser klarare än solen. Den heter Gimle. Den skall stå när både himmel och jord har förgått, och på det stället skall goda och rättfärdiga människor leva i alla tider.
Vǫluspá, strof 64, följs i Hauksbók (men endast där) av följande halvstrof, som kan vara ett "kristligt inskott":
| Där kommer den mäktige till maktdomen, den starke, ovanifrån, han som styr över allt. | Þá kemr hinn ríki at regindómi ǫflugr ofan sá er ǫllu ræðr. |  |

Om denne mäktige gud skriver Snorre i Gylfaginning, kapitel 4, att "alla människor som är rättrådiga skall leva och vara hos honom på en plats som heter Gimle eller Vingolf, men onda människor kommer till Hel och därifrån till Nifelhel nere i den nionde världen."
Gimle omtalas också i Gylfaginnings kapitel 52, där Snorre berättar om vilka världar som ska bebos av människor efter den stora världsbranden:
Bäst är att vara i Gimle i himlen, och det finns rikligt med god dryck för den som tycker om sådant i en sal som heter Brime. Den finns också i himlen. Ännu en god sal är den som står på Nidafjäll. Den är gjord av rött guld och heter Sindre. I de salarna skall goda och hederliga människor leva.
Det är tydligt att Snorre i sina utläggningar om Gimle söker framställa platsen som en hednisk motsvarighet till den kristna Himmelen. Men en närläsning av hela Vǫluspá-dikten ger knappast samma intryck: Det som völvan förutspår är inte en evig hinsidestillvaro för de "frälsta".
Här finns inga tankar om evigt liv för den enskilda människan (...). Det är snarare livet självt som ska fortsätta i form av släkters gång. Det är inte ett kristet Paradis som beskrivs utan en ny himmel och en ny jord där gudar och människor ska finna sina platser.
Gimle är alltså enligt völvan själv det nya Midgård där Historien kan börja om – men nu rensad från de konflikter och spänningar som ledde till den gamla världens undergång.

## Namnet Gimle
Namnet Gimle har vållat bry. Björn Collinder ger översättningen "lä, skydd för elden", men garderar sig med ett frågetecken. Gro Steinsland väljer dock samma tolkning. Gimle är, skriver hon, "platsen som 'ger lä mot eld', som inte kan ödeläggas av eld och som ska bli ett nytt Midgård." Att platsen "ger lä mot eld" kan förklara varför Gimle kommer att finnas kvar även efter Ragnarök då Surts eldstorm har svept fram över världen. Men:
Vad är det som skyddar den platsen [det vill säga Gimle] när Surts låga bränner himmel och jord?
Den frågan låter Snorre sin fiktive hjälte Ganglere ställa i Gylfaginning, kapitel 17. Svaret blir att Gimle ligger långt bort i tredje himlen, som heter Víðblaínn ("den vida blå") och ligger ovanför den andra himlen Andlangr ("den långsträckta"), som i sin tur ligger ovanför vår egen himmel. Det sägs inte direkt, men kanske är det avståndet som ger platsen ett skyddat läge.
Just nu finns det dock inga människor i Gimle. Där bor bara ljusalver.